# Vicugna vicugna mensalis
La vicuña del norte o vicuña peruana (Vicugna vicugna mensalis), es una de las dos subespecies en que se divide la especie Vicugna vicugna del género Vicugna. Habita en el altiplano andino situado en el centro-oeste de América del Sur.  

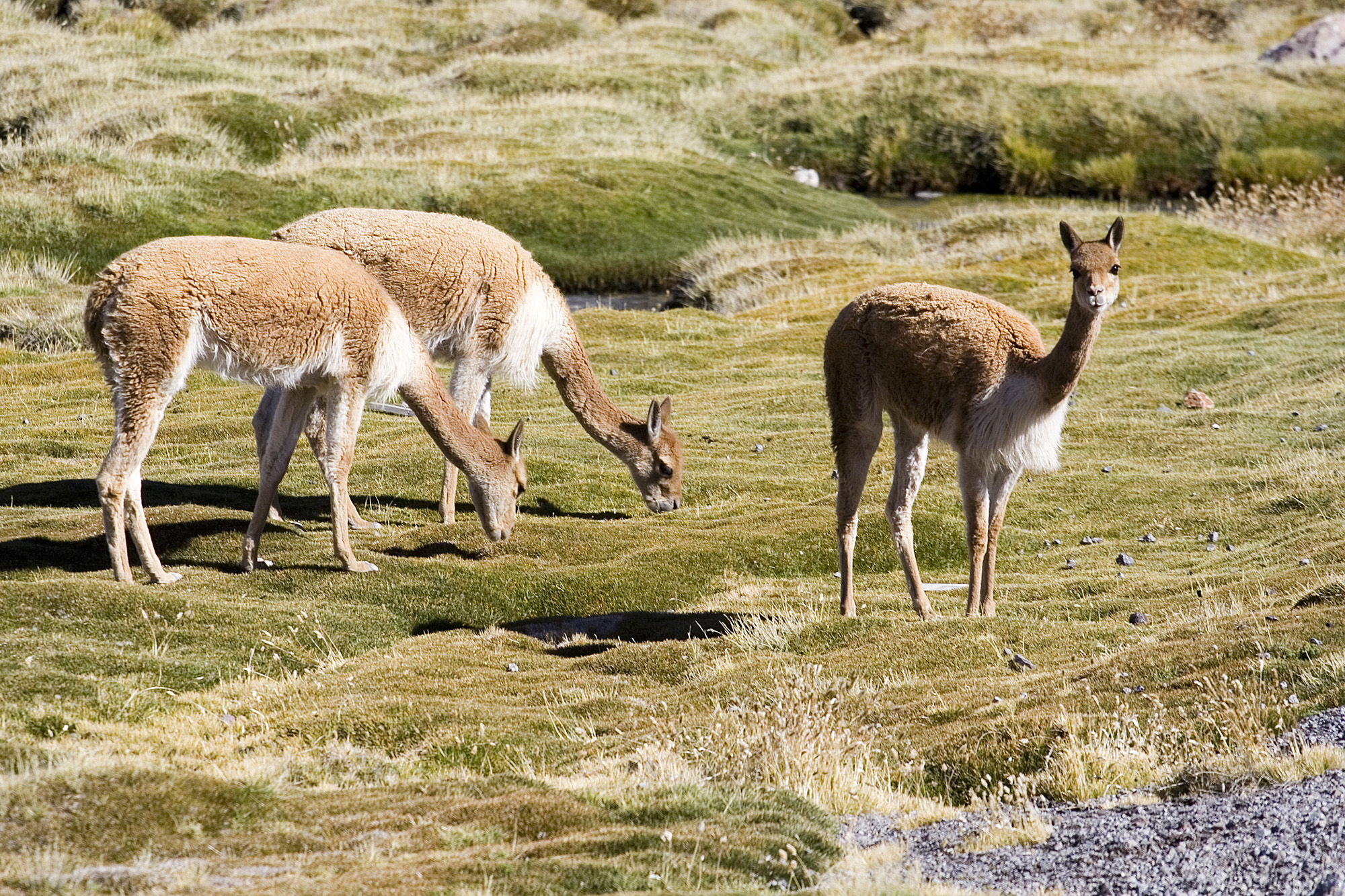
Vicugna vicugna mensalis a una altitud de 4570, junto al lago Chungará, en la Provincia de Parinacota, Región de Arica y Parinacota, en el extremo norte de Chile.

## Taxonomía y características diferenciales de esta subespecie
La subespecie septentrional (Vicugna vicugna mensalis) se separa de la austral (Vicugna vicugna vicugna), además de por su distinta distribución geográfica, por diferencias basadas en caracteres morfológicos, entre los que se incluyen: diferencias en el tamaño corporal, forma y coloración del pelaje, y longitud de los molares. Los mismos fueron explicados en el año 1917 por su descriptor original el zoólogo británico Michael Rogers Oldfield Thomas.
- Tamaño corporal: V. v. mensalis es más grácil, con 45 cm de alzada.
- Longitud de los molares: V. v. mensalis tiene una menor longitud de la serie molar (57 mm).
- Coloración del pelaje: V. v. mensalis presenta una fibra color canela oscura.
- Características del pelaje:V. v. mensalis posee en el pecho un mechón de pelos largos y blancos, denominado «mechón pectoral».

A pesar de las importantes diferencias morfológicas y distribucionales entre ambas poblaciones, algunos autores no aceptaban que esas diferencias fueran suficientes para permitir una separación subespecífica.
Finalmente, análisis de las secuencias del gen para el citocromo b mostró claramente que las poblaciones de V. vicugna se diferencia en dos clados, los que concuerdan con la existencia de dos subespecies, ya previamente reconocidas. Al analizar el árbol de expansión mínima bajo la secuencia obtenida a partir de los haplotipos de un gen mitocondrial con una destacada tasa de cambio, como es el Dominio Hipervariable I de la Región Control, se observó un resultado similar, con la formación también de dos agrupamientos, los que representan cada una de las dos subespecies.

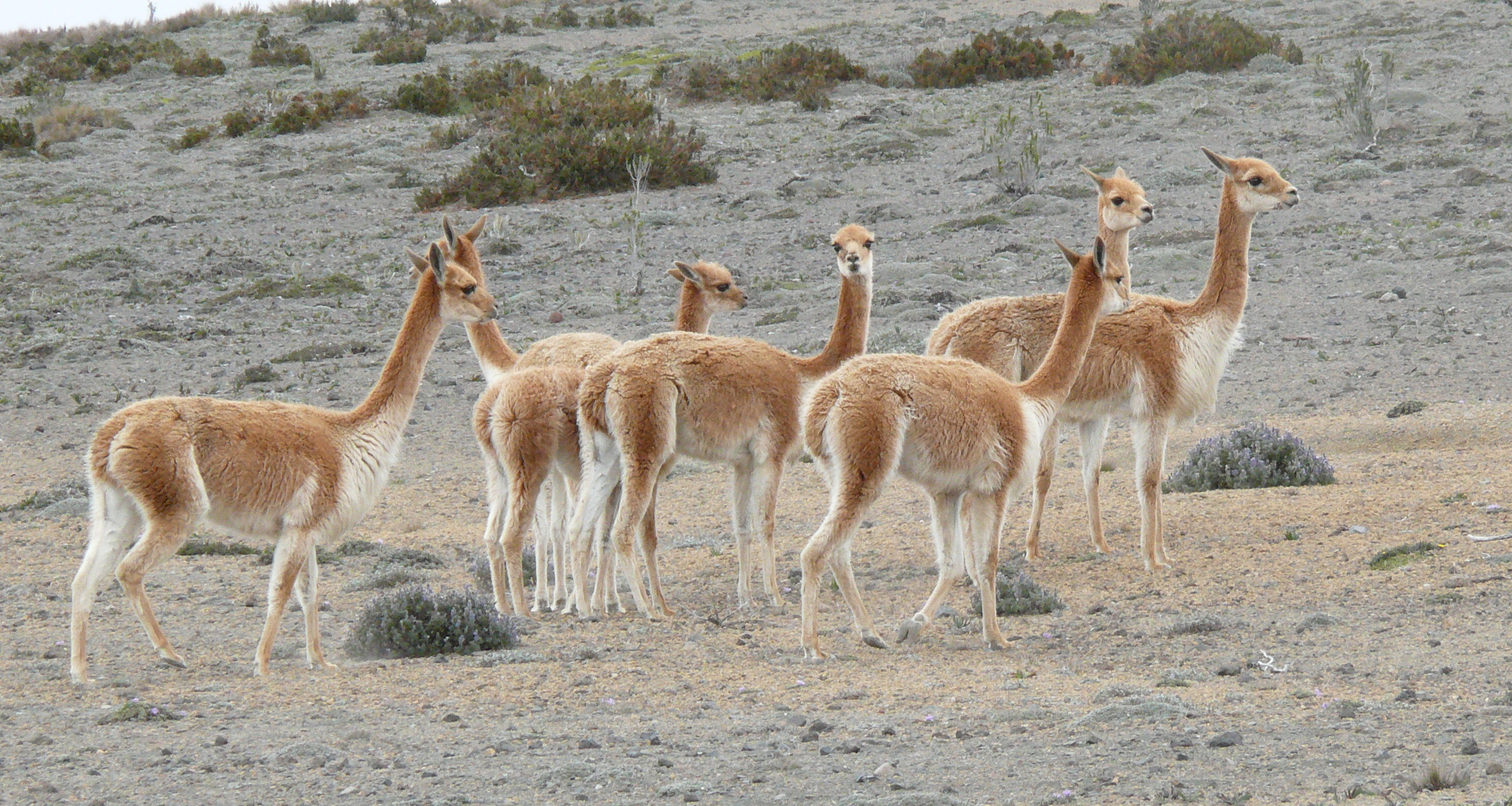
Manada de Vicugna vicugna mensalis de la población reintroducida, habitante de la reserva de producción faunística Chimborazo, en Ecuador.

### La formación de esta subespecie
Esta subespecie evolucionó luego de la formación de un cinturón extremadamente árido en la región andina situada aproximadamente entre las latitudes 18° y 23°S, el cual separó su geonemia en dos zonas. Esta zona hostil es considerada una barrera que divide varias subespecies de mamíferos terrestres.

### V. v. mensalises el ancestro de la alpaca
Según varios estudios genéticos, la alpaca es una especie domesticada que deriva de la vicuña, con aportes genéticos menores de llama. Se observaron la presencia de 6 haplotipos compartidos entre muestras de Vicugna vicugna mensalis y alpacas. No se ha detectado ningún haplotipo compartido entre estas últimas y muestras de Vicugna vicugna vicugna, por lo que se llegó a la conclusión de que la alpaca fue domesticada partiendo sólo de ejemplares de V. v. mensalis.
Igualmente, Wheeler en la década de 1990, basándose en un detallado registro dental y óseo exhumado en uno de los sitios arqueológicos del centro del Perú, había colectado evidencias que coincidían con esa misma hipótesis.

## Características

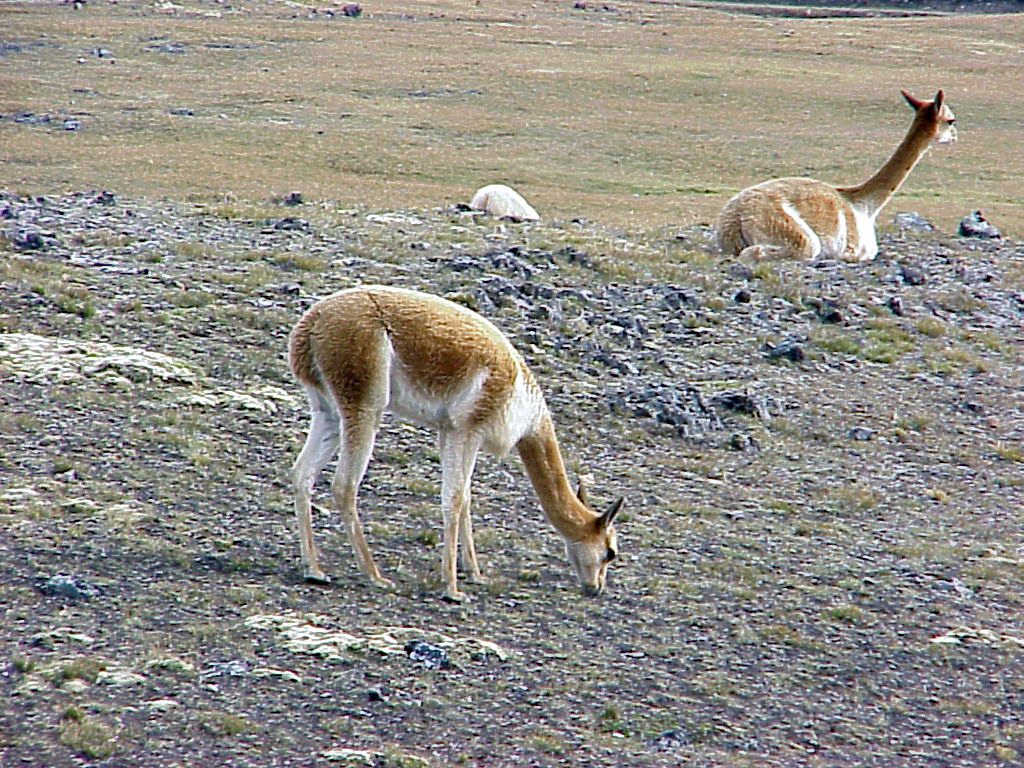
Dos ejemplares de Vicugna vicugna mensalis al norte de la ciudad La Paz, en Bolivia.

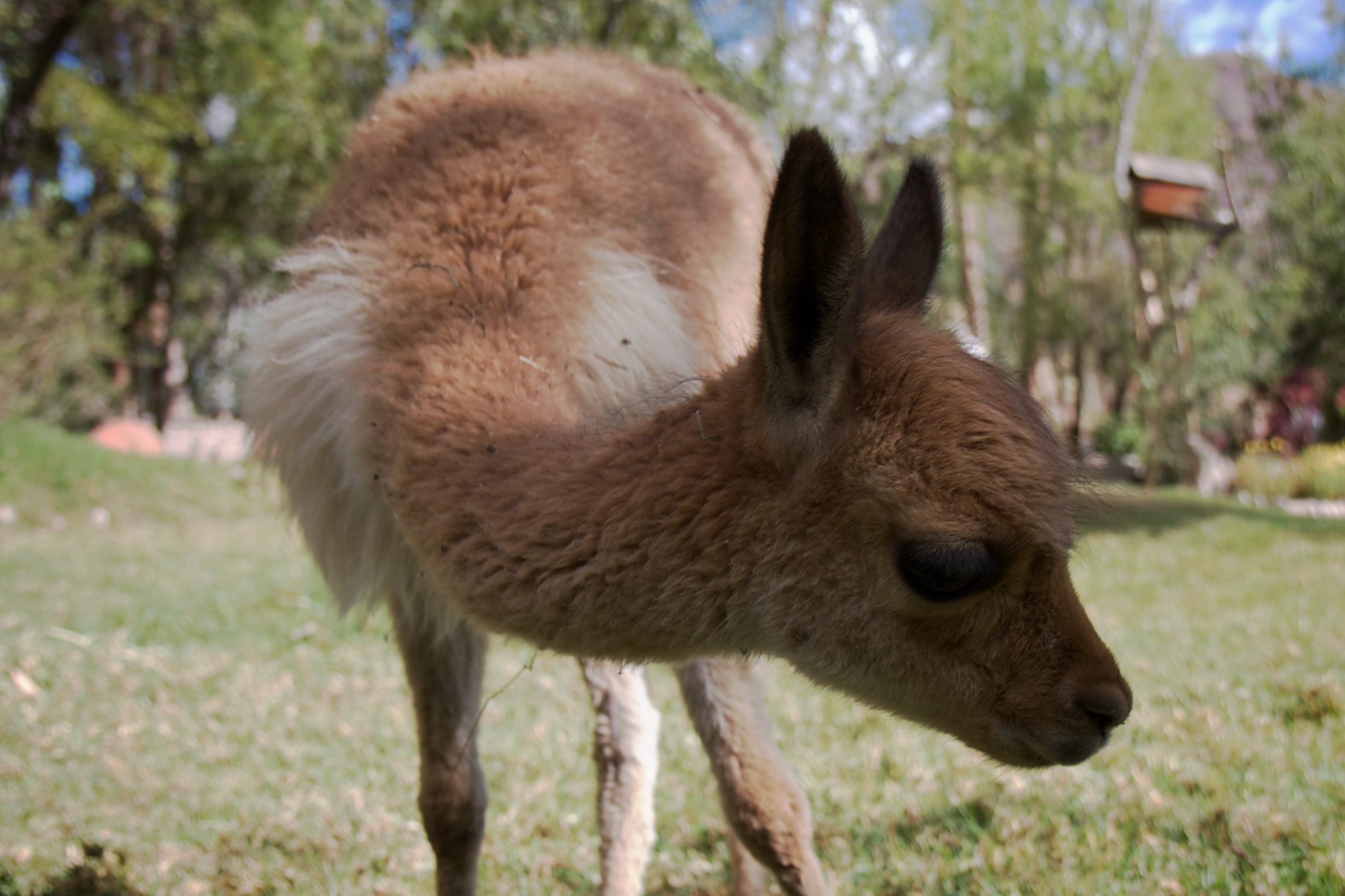
Una cría de Vicugna vicugna mensalis en el Perú.

Las vicuñas peruanas son entre todos los camélidos el taxón más pequeño. Pesan entre 40 y 50 kg. Su color es beige o «vicuña» (marrón claro rojizo) en el lomo y blanco en la zona ventral y las patas, las que son largas y delgadas, terminadas en almohadillas, aptas para caminar sobre varios tipos de suelos, incluso los pedregosos. la fibra de su lana está entre las más finas del mundo, midiendo 15 micrones de diámetro. El pelaje es denso, formado por fibras delgadas que crecen muy juntas, con el objeto de proteger al animal tanto del frío como de la lluvia y el viento. Si las fibras fueran más gruesas y crecieran más distanciadas, dejarían pasar el aire frío y el agua de la lluvia.

## Distribución
V. v. mensalis se distribuye en la puna, desde los 9º50’S en el norte del Perú, hasta los 18ºS en el oeste de Bolivia, y el norte de Chile. Fue reintroducida en sectores de los andinos de Ecuador, donde se había extinguido. Su presencia se restringe a altitudes mayores a a los 3300 m s. n. m.. 

## Costumbres
Esta subespecie habita las altiplanicies de clima frío y seco. Son herbívoras diurnas, y se alimentan de las plantas de las estepas altoandinas y altiplánicas. Sus mayores enemigos, además de los seres humanos, son la subespecie de puma que habita en las áreas andinas y altiplánicas septentrionales (Puma concolor concolor) y el zorro culpeo altiplánico. 

## La vicuña y los símbolos patrios peruanos
La vicuña peruana es el símbolo patrio peruano que representa al reino animal o fauna autóctona del Perú y se encuentra representada en el Escudo del Perú.